# Crazy Safari
Pour plus de détails, voir Fiche technique et Distribution.
Crazy Safari (非洲和尚, Fei zhou he shang, litt. « Le Moine africain »), aussi connu sous le titre Les dieux sont tombés sur la tête 3, est une comédie hongkongaise réalisée par Billy Chan et sortie en 1991 à Hong Kong. C'est une suite non officielle des Dieux sont tombés sur la tête 2 (1989) et elle fait partie des films de jiangshi (sorte de zombies bondissants), très populaires à Hong Kong dans les années 1980 et 1990.
Elle totalise 10 956 105 HK$ de recettes au box-office et donne naissance à deux suites : Crazy Hong Kong (1993) et The Gods Must Be Funny in China (1994).

## Synopsis
Un très vieux cadavre chinois, toujours charnu, est vendu aux enchères en Angleterre et acheté par un jeune homme d'affaires (Sam Christopher Chow). Le cadavre se révèle être le corps de son troisième arrière-grand-père qu'il compte enterrer comme il se doit à Hong Kong. Pour l'empêcher de devenir un jiangshi, le descendant engage un prêtre taoïste (Lam Ching-ying) pour le maintenir sous contrôle en utilisant un talisman jaune. Ils décident que le meilleur moyen de rapatrier le précieux ancêtre est de prendre un vol direct pour Hong Kong en jet privé.
Pendant le trajet, l'avion a des problèmes de moteur et une altercation éclate entre le cruel pilote et les deux passagers qui sautent en parachute au-dessus de l'Afrique avec le cadavre.
Le cadavre atterrit devant Xixo (N!xau), qui est confronté avec sa tribu à un clan rival dirigé par deux blancs avides que la présence du cadavre effraie. Xixo apprend à contrôler le corps et l'apporte à sa tribu, et sa famille finit par le considérer comme un cadeau de Dieu car il les aide dans divers domaines, tels que la cueillette des fruits dans de grands arbres.
Le jeune descendant et le prêtre atterrissent quant à eux dans une vaste région aride, à des kilomètres de la maison de Xixo. Faisant face à divers animaux africains, ils traversent ce pays étranger à la recherche du cadavre et de secours. Pendant ce temps, le cadavre est progressivement accepté par Xixo et sa famille que le descendant et le prêtre rencontrent quelques jours plus tard. Ne sachant pas qu'ils ont le cadavre, ils restent néanmoins avec eux, récupérant de la nourriture, de l'eau et un abri. Une solide amitié se forme, malgré la barrière de la langue, car ils s'aident mutuellement en cas de besoin.
Quelques jours plus tard, le prêtre estime que le cadavre ne doit pas être loin du fait de l'étrange absence d'oiseaux dans la région. Par sa magie, il attire le cadavre dans sa hutte, poursuivit par Xixo et sa famille. Une fois que le cadavre a retrouvé son descendant, le prêtre explique à Xixo qu'il leur appartient et celui-ci finit par accepter la situation. Après quelques jours de vie en commun, ils se préparent à se séparer des Bochimans et Xixo les conduit vers la civilisation. Le clan rival cherche cependant toujours a s'emparer des ressources naturelles de la tribu de Xixo, c'est-à-dire des diamants, et envahit le village. Le cadavre, obligé d'aider Xixo et sa famille, repart, suivi par le prêtre et le descendant. Une bataille a lieu entre le clan rival et le peuple de Xixo, le cadavre réussissant à chasser l'un des chefs ennemis. Le prêtre convoque même l'esprit du défunt Bruce Lee pour aider Xixo, et les ennemis sont finalement vaincus. Le prêtre utilise la radio de la jeep abandonnée par les ennemis pour appeler un hélicoptère. Avant de monter à bord, le prêtre, le descendant et le cadavre font leurs adieux à Xixo et à sa famille.

## Fiche technique
- Titre original : 非洲和尚
- Titre international : Crazy Safari
- Réalisation : Billy Chan
- Scénario : Barry Wong
- Photographie : Chan Dung-chuen et Chan Jun-git
- Montage : Poon Hung
- Musique : Lowell Lo
- Production : Charles Heung et Barry Wong
- Société de production : Win's Movie Production et Samico Films Production
- Société de distribution : Golden Harvest et Win's Movie Production
- Pays d'origine :  Hong Kong
- Langue originale : cantonais
- Format : couleur
- Genre : comédie et fantastique
- Durée : 96 minutes
- Dates de sortie :
  - Hong Kong : 5 juillet 1991
  - Corée du Sud : 3 août 1991
  - Hongrie : 5 juillet 1992
  - Turquie : 28 août 1992
  - Japon : 5 octobre 1996

## Distribution
- N!xau : Xixo le San
- Lam Ching-ying : Maître Hi-sing
- Sam Christopher Chow : Leo
- Chan Lung : le jiangshi
- Stephen Chow : un narrateur
- Ng Man-tat : un narrateur
- Peter Pau : Mr Szeto
- Michelle Bestbier : Susan
- Saul Bamberger : Johnson
- Peter Mahlangu : Peter
- Bo Kaesje : Balle
- Christopher Kubheka : Xabo
- Elias Meintjies : Arbre